# Alexander Peya
Alexander Peya (Vienna, 27 giugno 1980) è un allenatore di tennis ed ex tennista austriaco.
Ha ottenuto i suoi migliori risultati in doppio, raggiungendo la finale degli US Open 2013 insieme a Bruno Soares e classificandosi al numero 3 della classifica ATP, e in doppio misto, vincendo il Torneo di Wimbledon 2018 con Nicole Melichar. Ha raggiunto anche la finale di doppio misto al Torneo di Wimbledon 2015 insieme a Tímea Babos.

## Carriera
Tennista specializzato nel doppio, ha iniziato a far coppia con il connazionale Jürgen Melzer nel 2003 e hanno ottenuto come miglior risultato la finale all'Austrian Open.

Raggiunge un totale di dieci finali vincendone solo due, Amburgo 11 e Auckland 2012, entrambi insieme a Oliver Marach. Nei tornei dello Slam ha raggiunto come miglior risultato la semifinale, a Wimbledon 2011 insieme a Christopher Kas.

In Coppa Davis gioca un totale di ventidue match con la squadra austriaca, vincendone nove.
Raggiunge come migliore posizione in classifica il terzo posto il 12 agosto 2013.

## Statistiche

### Doppio

#### Vittorie (17)
| Legenda doppio                                         |
| Grande Slam (0)                                        |
| ATP World Tour Finals (0)                              |
| ATP Masters Series / ATP Masters 1000 (3)              |
| ATP International Series Gold / ATP World Tour 500 (6) |
| ATP International Series / ATP World Tour 250 (8)      |

| Numero | Data              | Torneo                                                 | Superficie  | Compagno      | Avversari in finale                 | Punteggio               |
| 1.     | 24 luglio 2011    | International German Open, Amburgo                     | Terra rossa | Oliver Marach | František Čermák Filip Polášek      | 6–4, 6–1                |
| 2.     | 14 gennaio 2012   | Auckland Open, Auckland                                | Cemento     | Oliver Marach | František Čermák Filip Polášek      | 6–3, 6–2                |
| 3.     | 30 settembre 2012 | Malaysian Open, Kuala Lumpur                           | Cemento     | Bruno Soares  | Colin Fleming Ross Hutchins         | 5-7, 7-5, [10-7]        |
| 4.     | 7 ottobre 2012    | Japan Open Tennis Championships, Tokyo                 | Cemento     | Bruno Soares  | Leander Paes Radek Štěpánek         | 6-3, 7–6(5)             |
| 5.     | 28 ottobre 2012   | Valencia Open 500, Valencia (1)                        | Cemento (i) | Bruno Soares  | David Marrero Fernando Verdasco     | 6-3, 6-2                |
| 6.     | 17 febbraio 2013  | Brasil Open, San Paolo                                 | Terra rossa | Bruno Soares  | František Čermák Michal Mertiňák    | 6(5)–7, 6-2, [10-7]     |
| 7.     | 27 aprile 2013    | Barcelona Open, Barcellona                             | Terra rossa | Bruno Soares  | Robert Lindstedt Daniel Nestor      | 5-7, 7–6(7), [10-4]     |
| 8.     | 22 giugno 2013    | Eastbourne International, Eastbourne                   | Erba        | Bruno Soares  | Colin Fleming Jonathan Marray       | 3-6, 6-3, [10-8]        |
| 9.     | 11 agosto 2013    | Canadian Open, Montréal (1)                            | Cemento     | Bruno Soares  | Colin Fleming Andy Murray           | 6-4, 7–6(4)             |
| 10.    | 27 ottobre 2013   | Valencia Open 500, Valencia (2)                        | Cemento     | Bruno Soares  | Bob Bryan Mike Bryan                | 7–6(3), 6(1)–7, [13-11] |
| 11.    | 15 giugno 2014    | Queen's Club Championships, Londra                     | Erba        | Bruno Soares  | Jamie Murray John Peers             | 4-6, 7–6(4), [10-4]     |
| 12.    | 10 agosto 2014    | Canadian Open, Toronto (2)                             | Cemento     | Bruno Soares  | Ivan Dodig Marcelo Melo             | 6-4, 6-3                |
| 13.    | 4 maggio 2015     | Internazionali di Tennis di Baviera, Monaco di Baviera | Terra rossa | Bruno Soares  | Alexander Zverev Miša Zverev        | 4–6, 6–1, [10–5]        |
| 14.    | 1º novembre 2015  | Swiss Indoors, Basilea                                 | Cemento (i) | Bruno Soares  | Jamie Murray John Peers             | 7–5, 7–5                |
| 15.    | 1 ottobre 2017    | Shenzhen Open, Shenzhen                                | Cemento     | Rajeev Ram    | Nikola Mektić Nicholas Monroe       | 6-3, 6-2                |
| 16.    | 14 aprile 2018    | Grand Prix Hassan II, Marrakech                        | Terra rossa | Nikola Mektić | Benoît Paire Édouard Roger-Vasselin | 7-5, 3-6, [10-7]        |
| 17.    | 13 maggio 2018    | Madrid Open, Madrid                                    | Terra rossa | Nikola Mektić | Bob Bryan Mike Bryan                | walkover                |

#### Finali perse (29)
| Legenda doppio                                          |
| Grande Slam (1)                                         |
| ATP World Tour Finals (0)                               |
| ATP Masters Series / ATP Masters 1000 (3)               |
| ATP International Series Gold / ATP World Tour 500 (10) |
| ATP International Series / ATP World Tour 250 (15)      |

| Numero | Data              | Torneo                                                        | Superficie  | Compagno           | Avversari in finale                  | Punteggio        |
| 1.     | 27 luglio 2003    | Austrian Open Kitzbühel, Kitzbühel                            | Terra rossa | Jürgen Melzer      | Martin Damm Cyril Suk                | 4–6, 4–6         |
| 2.     | 7 maggio 2006     | Internazionali di Tennis di Baviera, Monaco di Baviera (1)    | Terra rossa | Björn Phau         | Andrei Pavel Alexander Waske         | 4–6, 2–6         |
| 3.     | 12 ottobre 2008   | Vienna Open, Vienna                                           | Cemento (i) | Philipp Petzschner | Maks Mirny Andy Ram                  | 1–6, 5–7         |
| 4.     | 27 febbraio 2011  | Delray Beach International Tennis Championships, Delray Beach | Cemento     | Christopher Kas    | Scott Lipsky Rajeev Ram              | 6–4, 4–6, [3–10] |
| 5.     | 1º maggio 2011    | Serbia Open, Belgrado                                         | Terra rossa | Oliver Marach      | František Čermák Filip Polášek       | 5–7, 2–6         |
| 6.     | 31 luglio 2011    | Swiss Open Gstaad, Gstaad                                     | Terra rossa | Christopher Kas    | František Čermák Filip Polášek       | 3–6, 6(7)–7      |
| 7.     | 27 agosto 2011    | Winston-Salem Open, Winston-Salem                             | Cemento     | Christopher Kas    | Jonathan Erlich Andy Ram             | 6(2)–7, 4–6      |
| 8.     | 15 luglio 2012    | Swedish Open, Båstad                                          | Terra rossa | Bruno Soares       | Robert Lindstedt Horia Tecău         | 3–6, 6(5)–7      |
| 9.     | 12 maggio 2013    | Madrid Open, Madrid                                           | Terra rossa | Bruno Soares       | Bob Bryan Mike Bryan                 | 2-6, 3-6         |
| 10.    | 16 giugno 2013    | Queen's Club Championships, Londra                            | Erba        | Bruno Soares       | Bob Bryan Mike Bryan                 | 6-4, 5-7, [3-10] |
| 11.    | 21 luglio 2013    | International German Open, Amburgo (1)                        | Terra rossa | Bruno Soares       | Mariusz Fyrstenberg Marcin Matkowski | 6-3, 1-6, [8-10] |
| 12.    | 8 settembre 2013  | US Open, New York                                             | Cemento     | Bruno Soares       | Leander Paes Radek Štěpánek          | 1-6, 3-6         |
| 13.    | 3 novembre 2013   | Paris Masters, Parigi                                         | Cemento (i) | Bruno Soares       | Bob Bryan Mike Bryan                 | 3-6, 3-6         |
| 14.    | 3 gennaio 2014    | Qatar Open ATP, Doha                                          | Cemento     | Bruno Soares       | Jan Hájek Tomáš Berdych              | 4-6, 2-6         |
| 15.    | 11 gennaio 2014   | Auckland Open, Auckland                                       | Cemento     | Bruno Soares       | Marcelo Melo Julian Knowle           | 6-4, 3-6, [5-10] |
| 16.    | 16 marzo 2014     | Indian Wells Open, Indian Wells                               | Cemento     | Bruno Soares       | Bob Bryan Mike Bryan                 | 4-6, 3-6         |
| 17.    | 20 giugno 2014    | Eastbourne International, Eastbourne                          | Erba        | Bruno Soares       | Treat Conrad Huey Dominic Inglot     | 5-7, 7-5, [8-10] |
| 18.    | 20 luglio 2014    | International German Open, Amburgo (2)                        | Terra rossa | Bruno Soares       | Marin Draganja Florin Mergea         | 4-6, 5-7         |
| 19.    | 14 giugno 2015    | Stuttgart Open, Stoccarda                                     | Erba        | Bruno Soares       | Rohan Bopanna Florin Mergea          | 7-5, 2-6, [7-10] |
| 20.    | 27 settembre 2015 | St. Petersburg Open, San Pietroburgo                          | Cemento     | Julian Knowle      | Treat Conrad Huey Henri Kontinen     | 5–7, 3–6         |
| 21.    | 8 gennaio 2016    | Qatar Open ATP, Doha                                          | Cemento     | Philipp Petzschner | Feliciano López Marc López           | 4–6, 3–6         |
| 22.    | 14 febbraio 2016  | Rotterdam Open, Rotterdam                                     | Cemento (i) | Philipp Petzschner | Nicolas Mahut Vasek Pospisil         | 6(2)–7, 4–6      |
| 23.    | 27 febbraio 2016  | Abierto Mexicano de Tenis, Acapulco                           | Cemento     | Philipp Petzschner | Treat Conrad Huey Maks Mirny         | 6(5)–7, 3–6      |
| 24.    | 19 giugno 2016    | Halle Open, Halle                                             | Erba        | Łukasz Kubot       | Raven Klaasen Rajeev Ram             | 6(5)–7, 2-6      |
| 25.    | 24 luglio 2016    | Washington Open, Washington                                   | Cemento     | Łukasz Kubot       | Daniel Nestor Édouard Roger-Vasselin | 6(3)–7, 6(4)–7   |
| 26.    | 30 aprile 2017    | Barcelona Open, Barcellona                                    | Terra rossa | Philipp Petzschner | Florin Mergea Aisam-ul-Haq Qureshi   | 4-6, 3-6         |
| 27.    | 10 febbraio 2018  | Sofia Open, Sofia                                             | Cemento (i) | Nikola Mektić      | Robin Haase Matwé Middelkoop         | 7-5, 4-6, [4-10] |
| 28.    | 24 febbraio 2018  | Rio Open, Rio de Janeiro                                      | Terra rossa | Nikola Mektić      | David Marrero Fernando Verdasco      | 7-5, 5-7, [8-10] |
| 29.    | 6 maggio 2018     | Internazionali di Tennis di Baviera, Monaco di Baviera (2)    | Terra rossa | Nikola Mektić      | Ivan Dodig Rajeev Ram                | 3-6, 5-7         |

### Doppio misto

#### Vittorie (1)
| Legenda doppio                                         |
| Grande Slam (1)                                        |
| ATP World Tour Finals (0)                              |
| ATP Masters Series / ATP Masters 1000 (0)              |
| ATP International Series Gold / ATP World Tour 500 (0) |
| ATP International Series / ATP World Tour 250 (0)      |

| N. | Data           | Torneo                      | Superficie | Partner         | Avversari in finale             | Punteggio   |
| 1. | 15 luglio 2018 | Torneo di Wimbledon, Londra | Erba       | Nicole Melichar | Jamie Murray Viktoryja Azaranka | 7–6(1), 6-3 |

#### Finali perse (1)
| Legenda doppio                                         |
| Grande Slam (1)                                        |
| ATP World Tour Finals (0)                              |
| ATP Masters Series / ATP Masters 1000 (0)              |
| ATP International Series Gold / ATP World Tour 500 (0) |
| ATP International Series / ATP World Tour 250 (0)      |

| N. | Data           | Torneo                      | Superficie | Partner     | Avversari in finale         | Punteggio |
| 1. | 12 luglio 2015 | Torneo di Wimbledon, Londra | Erba       | Tímea Babos | Martina Hingis Leander Paes | 1-6, 1-6  |